# Les Mystères de Samothrace
Les Mystères de Samothrace est le troisième épisode de la série Atalante crée par Salwa

## Caractéristiques
- Scénario et dessins : Crisse
- Couleurs : Frédéric Besson
- Date de sortie : octobre 2003
- Nombre de pages : 48

## Synopsis
L'Argo fait escale dans une île après avoir subi des dommages durant une tempête. Entre autres avaries, le mât est brisé. Jason, Héraclès, Orphée, Atalante et Pyros partent pour l'intérieur de l'île afin de trouver l'aide nécessaire à la fabrication d'un nouveau mât.
Devant l'entrée d'un palais creusé dans la roche, le groupe doit faire face à un Pitikos (créature mythologique proche du Faune) et une meute de Mirmidos. Ils entrent précipitamment dans le palais.
À l'intérieur, ils font face au Sphynx, qui n'entendra jamais la fameuse réponse de son énigme, puisqu'Héraclès le fracassera, et au Minotaure, qui se laissera endormir par la voix d'Orphée. Le Pitikos apparaît parmi eux, mais semble moins dangereux. Le groupe découvre un passage sous le socle du Sphynx et s'enfuit, excepté Atalante qui se fera enlever par le Minotaure réveillé.
Atalante revoit en rêve une partie de chasse pendant laquelle elle eut son « premier sang ». À son réveil, elle se retrouve dans un temple dédié à Netmeth. Le Pâtre lui signifie de rencontrer les Cabires, dans les entrailles de l'île, afin de sauver ses compagnons de la mort. Elle se retrouve face à Cadmilos, humain décharné à tête de bouc. Il oblige Atalante à faire face à ses peurs et cette dernière plonge dans ses souvenirs où elle doit combattre son sosie, le côté obscur de son âme.
Pendant ce temps, Héraclès et le Pitikos se retrouvent seuls devant deux portes dont les poignées parlent. Après une énigme dont ce dernier ne trouve pas la solution, Héraclès fait face à une hydre qu'il abat. Le reste du groupe (Orphée, Jason et Pyros) se retrouve nez à nez avec trois Chacals des ténèbres qui ont pour ordre de tuer ceux qui entrent dans le palais. Héraclès intervient et tue les créatures.
À ce moment, Atalante apparaît, poursuivie par son mauvais côté. Il est suivi par les sosies sombres des autres compagnons auxquels le groupe doit faire face. Le reste de l'équipage, alerté par Calaïs, court à la rencontre du groupe qui revient dans un piteux état. Ils sont en vie, mais sans mât. C'est alors que le Pikitos apparaît avec un tronc idéal. Il le leur offre à la condition que les Argonautes l'emmènent avec eux. Jason, exaspéré de l'île, accepte le marché.